# Servantes du Cœur Immaculé de Marie de Scranton
Les servantes du Cœur Immaculé de Marie de Scranton forment une congrégation religieuse féminine enseignante et hospitalière de droit pontifical.

## Histoire
Les origines de la congrégation sont liées à celles des servantes du Cœur Immaculé de Marie fondées en 1845 à Monroe (Michigan) par le rédemptoriste Louis-Florent Gillet. En 1858, saint Jean Népomucène Neumann, évêque de Philadelphie, leur demande de venir dans son diocèse.
À la suite de l'érection du diocèse de Scranton, les communautés de la congrégation de Monroe situées sur la nouvelle juridiction deviennent autonomes de la maison-mère et se constituent en congrégation de droit diocésain par décret du 15 août 1871. 
À la demande de John W. Shanahan, évêque du diocèse de Harrisburg, elles acceptent trois jeunes filles dans leur noviciat pour les initier à la vie religieuse dans le but de former la nouvelle congrégation des sœurs de Saint Casimir. En 1909, elles forment encore des jeunes filles pour la fondation des sœurs des Saints Cyrille et Méthode vouées aux slovaques.
L'institut reçoit le décret de louange le 21 novembre 1960.

## Activités et diffusion
Les sœurs se consacrent à l'enseignement et au soin des malades. 
Elles sont présentes aux États-Unis, au Mexique et au Pérou.
La maison-mère est à Scranton en Pennsylvanie.
En 2017, la congrégation comptait 367 sœurs dans 106 maisons.